# Djupedalia
Djupedalia là một chi thằn lằn cổ rắn, được Knutsen mô tả khoa học năm 2012.